# 妖怪手表4 我们仰望着同一片天空
《妖怪手表4 我们仰望着同一片天空》是一款由Level-5开发并发行在任天堂Switch和PlayStation 4平台上的角色扮演游戏，为妖怪手錶系列的第四部作品，也是系列首次次登陸PlayStation平台和支援繁簡中文的版本。游戏原版于2018年公釋出相关內容，並在2019年6月20日正式發售，加強版則在2019年9月公釋相關信息，並在2019年12月5日正式發售。

## 故事
某天，景太在大森神社（日语：がおおもり神社）轉妖怪轉蛋（日语：妖怪ガシャ）時，轉出一把不可思議的「鑰匙」，並被其引至一扇魔導門前面。抱有好奇心的景太為進入大門後的世界，使用妖怪鑰匙打開了大門...。

## 登场角色

### 主要人類角色
天野景太
聲：戶松遙
五年二班。就讀日本櫻花新誠櫻花第一小學五年二班。留著髮型微澎、往上翹了三根，極度普通的頭型。本作其中一位妖怪手錶使用者，使用的手錶是「妖怪手錶艾爾達」，與眾多妖怪成了好朋友，並經歷過各種冒險，似乎以「傳說中的手錶使用者」之名流傳於後世......！？
木靈文花
聲：遠藤綾
就讀五年二班。留著長頭髮並紮成一束馬尾，帶著粉紅蝴蝶結。本作其中一位妖怪手錶使用者，使用的手錶是「妖怪手錶艾爾達」，個性開朗活潑，在班上很受歡迎。具有靈異體質的她，在戴上妖怪手錶前，就時不時會看到像是妖怪的東西。
天野夏芽
聲：悠木碧
本作女主角。櫻花第二中學一年級生。為前作主角天野景太的女兒。正義感強、總是樂於助人，朋友眼中的靠山，但又有少許天然呆的傾向，總是被弟弟和三頭蛇吐槽。在與鬼王・羅仙的戰鬥中成為「魔導鏡・妖怪手錶艾爾達」的持有主，從此與冬馬、秋紀一起作為「妖怪偵探團」行動。被稻穗稱呼未來的特工。本作其中一位妖怪手錶使用者，無法對有困難的人坐視不管，比起自己更在乎周遭的人，在偵探團中就像是大家的姊姊。
月浪冬馬
聲：長谷川芳明
本作男主角。櫻花第二中學一年級生。因為父母長期出差，從小養成獨來獨往不擅表達的性格。私下很喜歡卡牌對戰遊戲。在與鬼王．羅先的戰鬥中成為「封珠鏡・妖怪手錶王牙」的持有主。本作其中一位妖怪手錶使用者，是個擅長分析的頭腦派，但個性悠哉且有點少根筋。重視偵探團成員勝過於一切，會為了夥伴們拚盡一切。
有星秋紀
聲：田村睦心
圓滾滾體型的樂天家，家中代代以占卜維生。在本作中其中一位妖怪手錶使用者，使用的手錶是「妖怪手錶阿尼馬斯」，同時具有遺傳而來看得見妖怪並且使用各種法術作戰的靈能力，很熟悉妖怪的事。個性開朗的他總是帶給大家活力，是妖怪偵探團的開心果。
下町心
聲：種崎敦美
生活在上世紀60年代的櫻元町，其妖怪搭檔為貓又，守護靈為須大叔。在本作中其中一位妖怪手錶使用者，使用的手錶是「妖怪手錶艾爾達零」。個性勤奮、率真，且心地善良。為了取回被妖怪奪走的母親靈魂，與一希、多江同心協力，積極擊退妖怪。
未空稻穗
聲：悠木碧
就讀日本櫻花新城櫻花第一小學五年一班。經常戴著眼鏡並留有一頭微捲短髮。身高約140公分-145公分。平時最喜歡看ACG和SF，宇宙，外星人。是一個典型的御宅族，還對著夏芽稱呼未來的特工。原妖怪手錶使用者，......但卻把手錶弄丟了。總是和搭檔USA蹦一起追查不可思議的事件。
高城一希
聲：木村良平
和神祕管家·臼田先生一同住在豪宅的少爺。因姊姊的靈魂被奪走而憎恨妖怪，但在與偵探團各位相識後，明白了世上並非只有邪惡的妖怪。
有星多江
聲：東山奈央
出身熟知妖怪的有星家的少女。和一希、心他們一同追查奪走靈魂的妖怪。個性率直乖巧，但意外地也有堅毅剛強的一面。

### 主要妖怪角色
威斯帕
幽靈造型的妖怪管家。
吉胖喵
紅色貓又造型的地縛靈，生前曾被卡車撞死。
小石獅
生前是有星家飼養的寵物狗「信繁」，被神社中的狛犬（石獅）壓死後成為妖怪。
三頭大蛇（三吉）
貓又
黑色貓又造型的地縛靈，為下町心的妖怪搭檔。

## 遊戲玩法
《妖怪手錶4 我們仰望着同一片天空》是一款角色扮演類型遊戲。在遊戲中玩家可在戰鬥中無縫控制主角和妖怪朋友們一同戰鬥、查看交戰雙方資料和使用「暫停碼表」模式對我方人員進行調整。同時也可使用「尋路狗狗」尋路、「妖怪手錶技能樹」（スキルツリー）和「魂活」（魂スイトール）系統指引玩家到達目的地、提升妖怪手錶能力和獲得新的妖怪朋友。此外，遊戲並也為不同的妖怪手錶持有者分配相應的特殊技能。

### 世界
| 時代           | 备注                     |
| -------------- | ------------------------ |
| 過去           | 20世紀60年代的東京櫻元町 |
| 妖魔界（過去） | 20世紀60年代的妖魔界     |
| 現代           | 21世紀的櫻花新城         |
| 未來           | 30年后的櫻花新城         |

## 發行和宣傳
游戏原定于2018年冬季发售，但由于某些原因，Level-5公司更改了游戏的发售时间，并将其定於2019年春季。
2019年1月，開發商Level-5在日本“东京次时代趣味博览会19  Winter”上公布了一段时长為12分钟的游戏实机运行视频。
2019年3月，開發商Level-5透过日本杂志《CoroCoro》（日语：コロコロコミック）宣布本作将于今年6月6日在日本发售，并附赠限定特典「吉胖喵＆貓又 水晶妖怪方舟」以及吉胖喵等妖怪為模型的限定武器。
2019年5月16日，遊戲開發商Level-5在其網站上宣布遊戲將延遲至同年6月20日發售。
2019年9月12日，遊戲開發商Level-5在其Twitter頁面上表示本作將推出PS4版本，但尚未公開具體時間等其餘細節。
2019年10月1日，Level-5公司宣佈《妖怪手錶4》以及略為加強的《妖怪手錶4 ++》將於當年12月5日登陸Nintendo Switch和PS4平台，為系列首次登陸PlayStation平台和支援繁簡中文的版本。本作與電影《妖怪手表 永遠的朋友》聯動。預先購票的觀眾可獲得「Nekomata Yo-kai Ark」 (妖怪アーク, Yōkai Āku) 周邊，並將其與遊戲聯動，獲得限定特典。
本作與電影《映画 妖怪学園 Y 猫は HERO になれるか（仮）》聯動。預先購票的玩家可獲得電影特典，並將其與遊戲聯動，獲得特殊物品。

## 評價
《Fami通》稱讚遊戲和過去相比，不只是畫面表現，故事劇情也顯著提升許多。。

### 銷量
遊戲在發售首周以15萬721套銷量成爲任天堂Switch平臺首周銷量超過10萬遊戲之一。

## 妖怪手錶4 ++
本作的增強版《妖怪手錶4 ++》於2019年12月5日推出，並在原版基礎上添加多人遊玩模式（日语：ぷらぷらバスターズ）、新地圖以及更多品種的妖怪等內容，同時支援繁簡中文。
本作作为中国大陆版任天堂Switch发布当初宣布引进的海外游戏之一，于2023年3月通过国家新闻出版署的审核，获准上市。

## 外部鏈接
- 官方网站
- 妖怪手錶 系列 官方網站（页面存档备份，存于） （日語）
- 妖怪手表4 我们仰望着同一片天空的X（前Twitter）